# 17 ذو الحجة
- السبت
- الأحد
- الاثنين
- الثلاثاء
- الأربعاء
- الخميس
- الجمعة

- 2916 مايو 2026
- 3017 مايو 2026
- 118 مايو 2026
- 219 مايو 2026
- 320 مايو 2026
- 421 مايو 2026
- 522 مايو 2026
- 623 مايو 2026
- 724 مايو 2026
- 825 مايو 2026
- 926 مايو 2026
- 1027 مايو 2026
- 1128 مايو 2026
- 1229 مايو 2026
- 1330 مايو 2026
- 1431 مايو 2026
- 151 يونيو 2026
- 162 يونيو 2026
- 173 يونيو 2026
- 184 يونيو 2026
- 195 يونيو 2026
- 206 يونيو 2026
- 217 يونيو 2026
- 228 يونيو 2026
- 239 يونيو 2026
- 2410 يونيو 2026
- 2511 يونيو 2026
- 2612 يونيو 2026
- 2713 يونيو 2026
- 2814 يونيو 2026
- 2915 يونيو 2026
- 116 يونيو 2026
- 217 يونيو 2026
- 318 يونيو 2026
- 419 يونيو 2026

17 ذو الحجَّة أو 17 ذو الحجَّة الحرام أو يوم 17 \ 12 (اليوم السابع عشر من الشهر الثاني عشر) هو اليوم الثاني والأربعون بعد الثلاثمائة (342) من أيَّام السنة (أو الثالث والأربعون بعد الثلاثمائة لو كان شهر رمضان مُتممًا لليوم الثلاثين أو الرابع والأربعون بعد الثلاثمائة لو أتم كلًا من صفر وربيع الآخر وجمادى الآخرة وشعبان ورمضان ثلاثين يومًا) وفق التقويم الهجري القمري (العربي). يبقى بعده 12 أو 13 يومًا لانتهاء السنة.

## أحداث
- 16هـ - المسلمون يفتحون مدينة القدس وينتزعونها من البيزنطيين.
- 1332هـ - المملكة المتحدة تحتل قبرص بالتعاون مع فرنسا وتعلنان الحرب على الدولة العثمانية.
- 1338هـ - إعلان المؤتمر الوطني في تركيا بعد الهزيمة في الحرب العالمية الأولى الميثاق الوطني، الذي تضمن ستة مبادئ تشمل حق تقرير المصير، وتأمين إستانبول وفتح المضائق، وحقوق الأقليات، وإلغاء الامتيازات الأجنبية.
- 1340هـ -
  - إعلان دستور فلسطين من قبل سلطة الانتداب البريطانية، وقد قضى الدستور بإنشاء مجلس تشريعي يتكون من 22 عضو منهم 6 من الإنجليز و4 من اليهود وانتخاب 8 مسلمين ومسيحيين ويهوديين اثنين ويرأسه المندوب السامي، وقد قاطع الفلسطينيون انتخاب المجلس.
  - صدور قانون الظهير البربري الذي جعل إدارة المنطقة البربرية تحت سلطة الإدارة الاستعمارية، وتم بمقتضاه إنشاء محاكم على أساس العُرف والعادة المحلية للبربر، وإحلال قانون العقوبات الفرنسي محل قانون العقوبات «الشريفي» المستند إلى الشريعة الإسلامية.
- 1346هـ - السلطات البريطانية تقصف المدن والقرى اليمنية، لتعثر مفاوضات جرت حول تطوير العلاقات الودية والتجارية بين المملكة المتوكلية اليمنية وبريطانيا.
- 1349هـ - العلماء الجزائريون يؤسسون جمعية علمية عرفت باسم جمعية العلماء المسلمين، ضمت أعلام الفكر في الجزائر، أمثال: عبد الحميد بن باديس، والبشير الإبراهيمي، وأحمد توفيق المدني. وكان شعارها: الإسلام ديننا، والعربية لغتنا، والجزائر وطننا. وتولى عبد الحميد بن باديس رئاسة الجمعية.
- 1371هـ - محمد نجيب يؤلف الوزارة بعد قيام ثورة الضباط الأحرار على النظام الملكي في مصر.
- 1408هـ -
  - الملك حسين يعلن فك الارتباط بين الأردن والضفة الغربية.
  - مقتل 32 شخصًا واصابة 1.674 آخرين، بسبب انهيار محطة جسر العبارة في بتروورث، بينانق، ماليزيا.
- 1424هـ - جمعية ألعاد الاستيطانية تستولي بالقوة على 16 منزلًا في قرية سلوان المحاذية للمسجد الأقصى في حملة لتهويد محيط المسجد.
- 1426هـ - تنصيب الناشطة السياسية إلين جونسون سيرليف رئيسة على ليبيريا لتكون أول امرأة تتولى الرئاسة في بلد أفريقي.
- 1436هـ - روسيا تشرع بتنفيذ ضربات جوية ضمن تدخلها كطرفٍ إلى جانب النظام السوري ضمن الحرب الأهلية في سوريا، وتضارب حول الأهداف التي أصابتها.
- 1446هـ - إسرائيل تشن ضربات جوية على مناطق مختلفة في إيران مستهدفة منشآت الطاقة النووية وعلماءها وكبار قادة الحرس الثوري؛ لتبدأ إيران شن ضربات صاروخية على إسرائيل مساء اليوم ذاته.

## مواليد
- 303هـ - سيف الدولة الحمداني، مؤسس الفرع الحلبي من الدولة الحمدانية.
- 1216هـ - جعفر الخرسان، شاعر وناثر عثماني عراقي.
- 1355هـ - سمير العصفوري، مخرج مصري.
- 1360هـ - جابر مبارك الحمد الصباح، رئيس وزراء الكويت.
- 1363هـ - إبراهيم روجوفا، رئيس كوسوفو الأول.
- 1374هـ - حسام الدين عفانة، عالم وفقيه فلسطيني.
- 1386هـ -
  - ريهام سعيد، إعلامية وممثلة مصريةي.
  - حسام الشاه، ممثل سوري.
- 1393هـ - أحمد سعيد عبد الغني، ممثل مصري.
- 1403هـ - هيا عبد السلام، ممثلة ومخرجة كويتية تعمل في الكويت.
- 1404هـ - نشأت أكرم، لاعب كرة قدم عراقي.

## وفيات
- 738هـ - ابن القوبع، فقيه ومفسر ولغوي وطبيب وشاعر مغربي تونسي.
- 749هـ - ابن الوردي، فقيه وأديب وشاعر مسلم.
- 1277هـ - عبد المجيد الأول، خليفة المسلمين الثالث بعد المائة وسلطان العثمانيين الحادي والثلاثين.
- 1305هـ - سليم تقلا، صحافي لبناني مصري مؤسس جريدة الأهرام القاهرية.
- 1403هـ - أحمد حسين، سياسي مصري.
- 1406هـ - محمود جلال بايار، رئيس تركيا.
- 1425هـ - الأميرة فوزية، ابنة فاروق الأول ملك مصر.
- 1429هـ - حسيب بن عمار، سياسي تونسي.

## وصلات خارجية
- موقع قصة الإسلام: حدث في شهر ذو الحجَّة.